# Mario Sitri
Mario Sitri (Livorno, 29 gennaio 1936 – Livorno, 3 agosto 2011) è stato un pugile italiano, olimpionico a Melbourne 1956 e campione nazionale dei pesi gallo e dei pesi piuma.

## Biografia

### Carriera da dilettante
È campione d’Italia dilettanti dei pesi gallo nel 1956 a Parma e dei pesi piuma nel 1957 a Bologna. 
Rappresenta l’Italia alle Olimpiadi di Melbourne 1956 nei pesi gallo. Batte al primo turno il pakistano Ahmad Rashid ma nulla può al secondo turno di fronte all’irlandese Freddie Gilroy, futuro campione d’Europa a spese di Piero Rollo, tra i professionisti.
L’anno dopo conquista la medaglia d’argento nei piuma ai Campionati europei di Praga. Batte nei preliminari il pugile di casa Jan Zachara (3:2), negli ottavi di finale il finlandese Taisto Tuominen (3:0), nei quarti di finale il tedesco dell’Ovest Hans-Peter Mehling (KOT), in semifinale il polacco Kazimierz Boczarski (3:2), ma in finale cede di stretta misura al bulgaro Dimitar Velinov (3:2) . 

### Carriera da professionista
Sitri passa professionista nel 1958. Il 21 novembre 1959 conquista il titolo italiano dei pesi gallo, battendo per squalifica Federico Scarponi sul ring di Milano. Cinque mesi dopo, nella rivincita disputata ad Ascoli Piceno mantiene il titolo concedendo solo il pari all'avversario. Il 4 giugno successivo, a Roma incassa una sconfitta ai punti dall’astro nascente ispano-marocchino Mimoun Ben Ali, già avversario di Mario D'Agata. Il 6 agosto successivo ha l’ardire di mettere in palio la sua cintura in casa del cagliaritano Piero Rollo, e non va oltre una onorevole sconfitta ai punti che lo priva del titolo italiano.
Dopo questo match Sitri sale nei pesi piuma e ottiene un buon successo ai punti, nella sua Livorno, contro il promettente Alberto Serti. Il 28 agosto 1961, a Messina, conquista il titolo italiano dei pesi piuma battendo ai punti Lino Mastellaro . Lo difende vittoriosamente ai punti il 22 febbraio 1962 battendo a Milano Michele Gullotti. Alla difesa successiva lo perde ancora ai punti, consegnandolo nei guantoni di Lino Mastellaro. Dopo questo match, Sitri dovrà attendere altri due anni e mezzo prima di ottenere nuovamente la chance di combattere per il titolo italiano, ma è sconfitto ad Alghero dall’altro sardo Andrea Silanos, per squalifica.
Nel frattempo accetta di combattere fruttuose trasferte all’estero, contro pugili di notevole spessore e, quindi, senza particolare successo. Pareggia a Bruxelles contro l’ex campione europeo Jean-Pierre Cossemyns. Poi perde a Charlottenburg contro il campione di Germania Willy Quatuor, a Madrid contro il futuro campione del mondo José Legrá e a Melbourne contro l’altro futuro campione del mondo Johnny Famechon. 
Il 4 agosto 1967 affronta a Lavagna il peso leggero cubano Angel Robinson Garcia, già avversario di Bruno Arcari e Carmelo Bossi ma è costretto all’abbandono dopo solo tre round. Combatte l’ultimo match il 21 novembre 1968 a Cremona perdendo ai punti in otto riprese da Giampiero Salami.